# イージス艦
イージス艦（イージスかん、英語: Aegis warship）とは、イージスシステムを搭載した艦艇の総称。通常、高度なシステム艦として構築されている。
フェーズドアレイレーダーと高度な情報処理・射撃指揮システムにより、200を超える目標を追尾し、その中の10個以上の目標（従来のターター・システム搭載艦は2～3目標）を同時攻撃する能力を持つ。もともとは防空艦として開発されたものの、様々な任務に対応可能な汎用性を持つため、アメリカ海軍ではイージス艦のみで部隊を編成することもある。
イージス（Aegis）とは、ギリシャ神話の中で最高神ゼウスが娘アテナに与えたという、あらゆる邪悪を払う盾（胸当）アイギス（Aigis）のこと。

## 概要

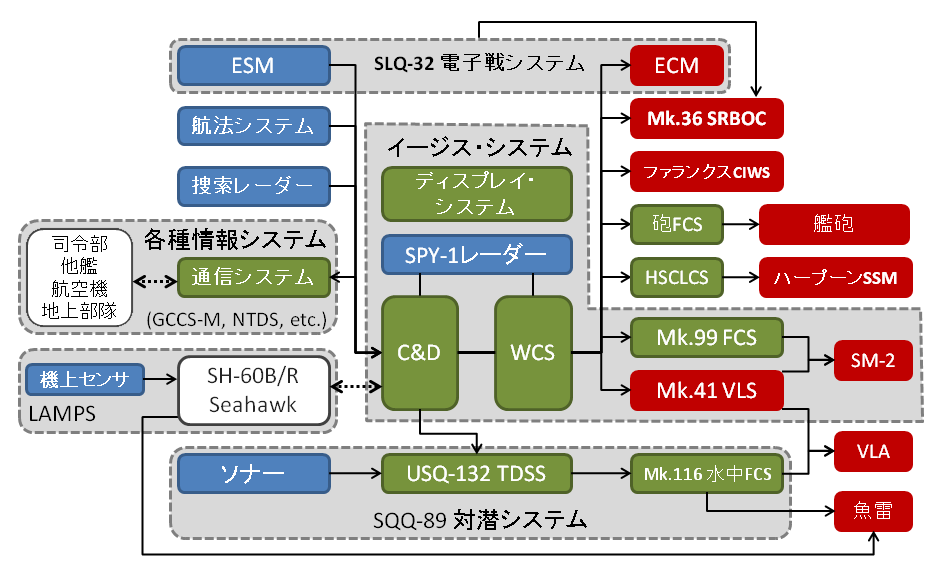
イージス艦の戦闘システム（ベースライン6以前）の概要を表すシェーマ。
この総体をイージス戦闘システムと称することもある。

イージス艦とは、イージスシステム（イージス武器システム: AWS）を搭載するあらゆる艦艇を指す総称である。したがって、巡洋艦・駆逐艦といった軍艦の艦種を指すものではなく、2021年現在で、巡洋艦・駆逐艦・フリゲートの3つの艦種に搭載されている。
イージスシステムは、遠くの敵機を正確に探知できる索敵能力、迅速に状況を判断・対応できる情報処理能力、一度に多くの目標と交戦できる対空射撃能力を備える画期的なシステムである。このおかげで、イージス艦は、同時に多数の空中目標を捕捉し、これらと同時に交戦できる、極めて優秀な防空艦となった。またイージスシステム以外にも、イージス艦が搭載する全ての兵器はイージスシステムのコンピュータを中核として連結され、イージス戦闘システムと呼ばれる統合システムを構築している。これによって、イージス艦は、対空・対艦・対潜水艦など、戦闘のあらゆる局面において、脅威となる目標の捜索から識別、意思決定から攻撃に至るまでを迅速に行なうことができる。このことから、90隻と多数を保有するアメリカ合衆国においては、艦隊防空のほかにも、トマホーク巡航ミサイルによる対地攻撃から海賊の取り締まりに至るまで、様々な任務で運用されている。
その一方で、武装の搭載量や抗堪性などは、従来の艦と比べて特に優れているわけではない。従って、かつての戦艦に相当するような艦と解釈するのは誤解である。また、建造費や運用コストなどが高くつくことも欠点のひとつといえる。例えば、イージスシステムは極めて高価である上に機密のレベルが高く、開発国であるアメリカの提供認可査定が極めて厳しいことから、その保有は、相応の経済力とアメリカからの信頼を持つ国家に限られている。さらに、これらの要件を満たしていたとしても、その国の置かれている環境において過剰性能となるので導入しないということもある。
なお、近年、ヨーロッパにおいては、PAAMSやNAAWSなど、イージスシステムに類似、あるいは同等の機能を持つとされる防空システムが開発されており、イギリスやフランス、ドイツなどは、イージス艦を導入せずに、これらを搭載した艦を建造・就役させている。これらの艦艇については、イージス艦と類似した点があることから、ミニ・イージス艦と呼ばれることがある（詳細は#類型としてのイージス艦を参照）。

## 歴史

### イージスシステムの開発
アメリカ海軍は、第二次世界大戦末期より、全く新しい艦隊防空火力として艦対空ミサイル（SAM）の開発に着手していた。戦後も、ジェット機の発達に伴う経空脅威の増大を受けて開発は拡大され、1956年にはテリア、1959年にタロス、そして1962年にターターが艦隊配備された。これらは3Tと通称され、タロスはミサイル巡洋艦、テリアはミサイルフリゲート（DLG）、そしてターターはミサイル駆逐艦（DDG）に搭載されて広く配備された。また経空脅威の増大が続いていることを踏まえて、1958年からは、早くも3Tの次の世代の防空システムとしてタイフォン・システムの開発を開始していたが、これは要求性能の高さに対する技術水準の低さ、統合システムの開発への経験不足により難渋し、1963年にキャンセルされた。ただしその過程で開発された改良型の固体燃料ロケットは、テリアとターターの共通化を進めた発展型であるスタンダードミサイルに引き継がれた。
タイフォンの挫折を受け、1963年11月より先進水上ミサイル・システム（ASMS）計画が開始され、1969年にはイージス計画と改称した。1967年のエイラート撃沈事件、1970年にソ連が行なったオケアン70演習を受けて開発は加速され、1973年からはテストサイトでの地上試験、そして1975年には試作機を実験艦「ノートン・サウンド」に艤装しての洋上試験が開始された。

### アメリカ海軍での検討と配備
ASMS計画当初、このシステムは、次期原子力ミサイル駆逐艦（DXGN）の後期建造艦から搭載される予定であった。1970年に海軍作戦部長に就任したズムウォルト大将はこれを修正し、より小さく簡素なガスタービン主機の駆逐艦（DG/Aegis）に搭載することとしたが、1974年に海軍作戦部長がホロウェイ大将に交代すると、再び原子力艦への搭載へと修正された。
この頃には、DXGN計画から発展したバージニア級（DLGN-36級）が既に建造に入っていた。同級は、後期建造艦でのASMS搭載を見込んで、新設計の船体と高度に統合された戦闘システムを備えていたものの、実際に開発されたイージスシステムは、同級にそのまま搭載することは困難であった。このことから、イージス搭載に適合化した原子力ミサイル駆逐艦としてDG(N)計画が着手され、1974年1月の時点では満載10,708トンとなる予定であった。
しかし同年7月、ホロウェイ大将はこの計画は消極的過ぎるとして中止させ、かわって原子力打撃巡洋艦（CSGN）計画を推進した。概念設計は1975年5月に完了し、満載12,700トンの強力な戦闘艦とされたが、当然のように高コストの艦でもあった。このことから、ズムウォルト大将が検討させていたようなガスタービン主機のミサイル駆逐艦の案が復活することになり、CSGN 8隻と在来動力型ミサイル駆逐艦（DDG）16隻によるハイローミックスが予定された。DDGは1977年度計画から、CSGNは1978年度計画からの建造が予定されていたが、議会はCSGNの建造を差し止めるかわりに「ロングビーチ」をCSGNのプロトタイプとして改装するよう予算を振り替えた。しかし1977年1月17日、フォード政権は改修を中止させ、続くカーター政権はCSGN計画の見直しを指示した。かわってバージニア級を発展させたCGN-42の設計が着手されたものの、当初5隻が予定されていた建造数は、1978年3月には1983年度計画の1隻のみに削減され、1981年2月にはその建造も中止された。
一方、DDGのほうはスプルーアンス級の派生型として予定されており、こちらは当初予定より1年遅れたものの、1978年度より建造が開始された。当初はミサイル駆逐艦（DDG-47級）として計画されていたが、期待される任務や性能を考慮して、1番艦の建造途中の1980年1月、ミサイル巡洋艦（CG-47）に種別変更され、タイコンデロガ級ミサイル巡洋艦となった。また1980年代から1990年代にかけて大量に退役する戦後第1世代ミサイル艦の更新を狙ったDDGX研究でもイージスシステム搭載艦が選定され、これを踏まえた実用艦として、1985年度よりアーレイ・バーク級ミサイル駆逐艦の建造が開始された。

### アメリカ国外への広がり

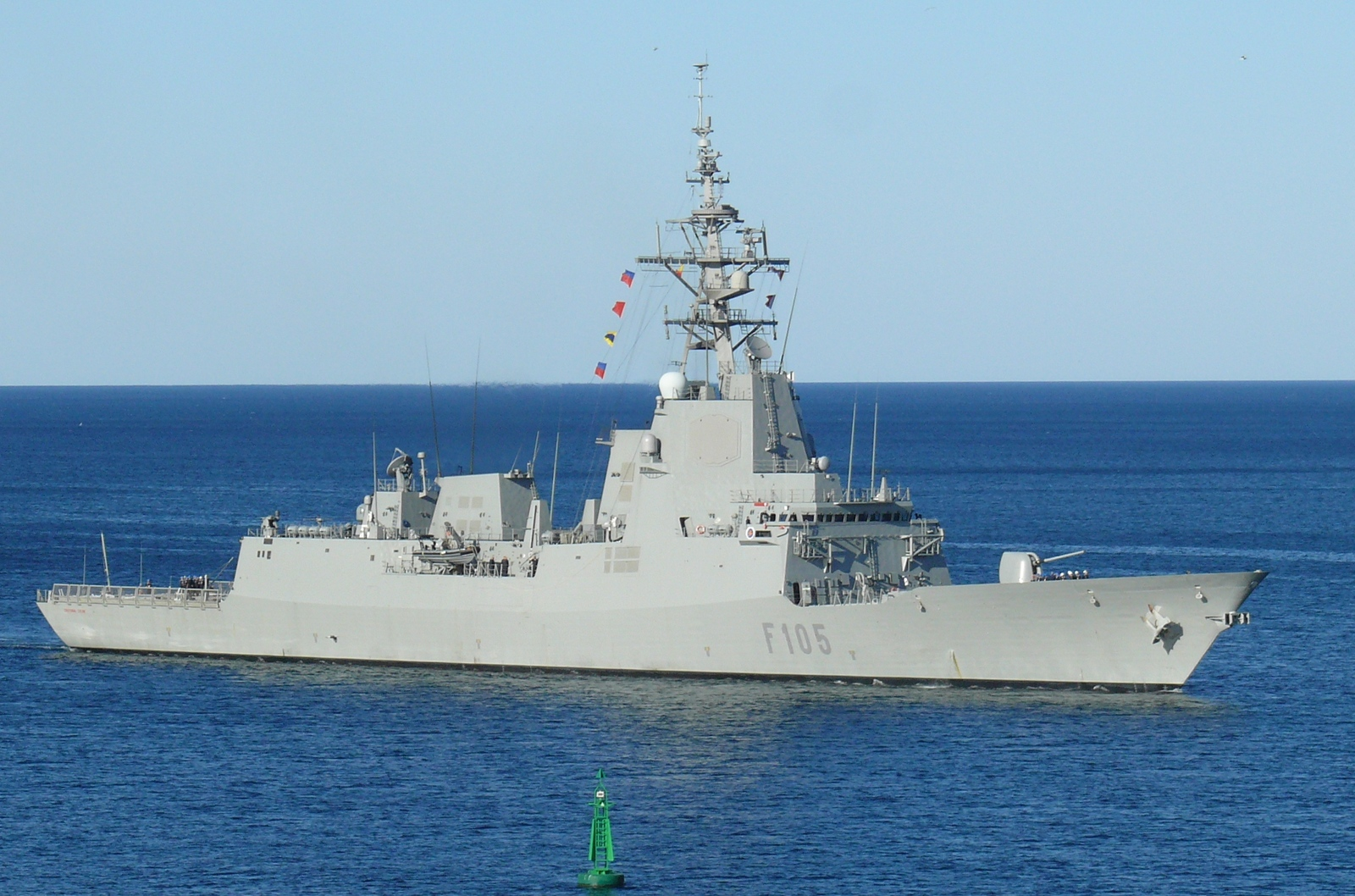
アルバロ・デ・バサン級フリゲート「クリストーバル・コロン」

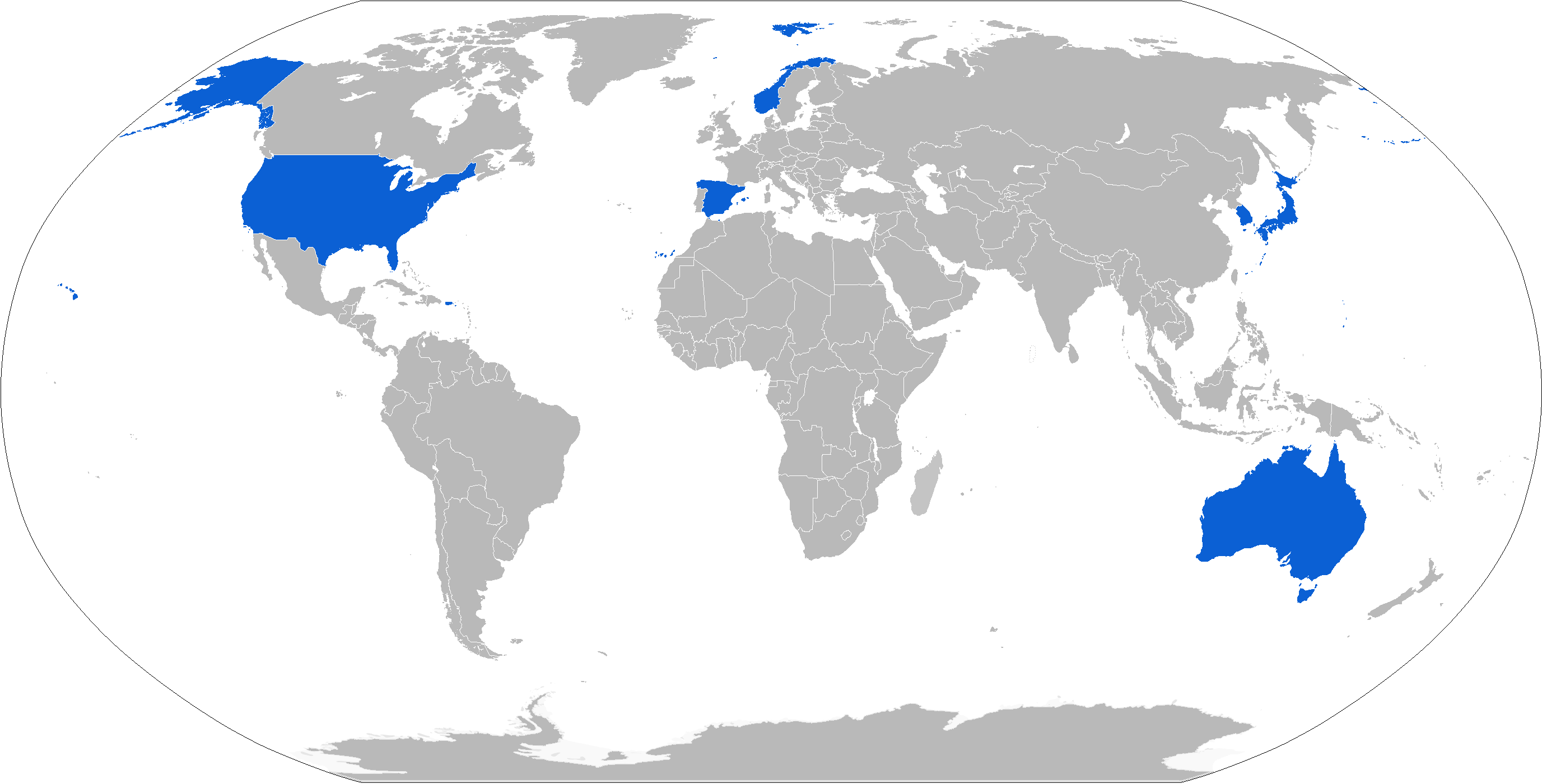
イージス艦の運用国を表すマップ

このアーレイ・バーク級の初期建造艦（フライトI）をベースとして、独自の運用要求を加えたのが日本のこんごう型護衛艦であり、昭和63年度から建造を開始し、1993年から1998年にかけて順次に竣工した。アメリカ以外では初のイージス艦で、主砲がオート・メラーラ社製の127ミリ単装速射砲に変更されたほか、指揮統制能力が強化されており、タイコンデロガ級に迫る規模になった。またその運用実績を踏まえ、平成14・15年度計画では、たちかぜ型の更新用として更に2隻のイージス艦の導入を決定した。これがあたご型であり、こんごう型をベースとしてシステムの更新を図るとともに、艦砲を米艦と同じ5インチ単装砲に変更したほか、ヘリコプターの搭載・運用能力が追加された。更に、平成27・28年度でも発展型（まや型護衛艦）2隻の建造が盛り込まれた。これらは2021年3月19日までに順次に就役しており、これによって海上自衛隊ではイージス艦8隻体制が整った。またこの他、陸上自衛隊への配備が計画されつつも断念されたイージス・アショアの代替としてイージス艦2隻の建造が予定されているが、これらは護衛艦（イージス・システム搭載護衛艦）とは別枠の「イージス・システム搭載艦」として、主に弾道ミサイル防衛に従事することになっている。
こんごう型に続く、海外のイージス艦の2例目が、2003年より就役を開始したスペインのアルバロ・デ・バサン級フリゲートである。アーレイ・バーク級をベースとしたこんごう型とは異なり、かなり独自色の強い設計で、満載排水量5,853トンとさらに小さくまとめることに成功した。ミサイル搭載数が削られているものの、アーレイバーク級フライトIIと同じイージスシステムを搭載している。また本級をベースに、設計を刷新するとともにシステムを更新・強化したボニファス級フリゲートの開発も進められており、2022年から計5隻が建造される計画である。
アルバロ・デ・バサン級をベースとして設計されたのが、ノルウェーのフリチョフ・ナンセン級フリゲートである。さらに小型化されており、より軽量のSPY-1Fレーダーを組み込んだ簡易型のイージスシステムを搭載している。本級は、イージスシステム一式を搭載しているが、運用上、通常はスタンダード対空ミサイルを搭載しないとされている。2007年1月にネームシップが就役し、2011年までに同型5隻が就役した。
またオーストラリアでも、アルバロ・デ・バサン級をベースとしたホバート級駆逐艦を建造しており、2020年までに3隻が就役した。
あたご型と同様に、アーレイ・バーク級フライトIIAを下敷きに設計されたのが、韓国の世宗大王級駆逐艦（計画名KDX-3）である。船体設計などはアーレイ・バーク級フライトIIAとほぼ同じだが、国産巡航ミサイル用VLSの追加やCIWSの機種変更など、独自の要求に基づく変更がなされており、2009年から2012年にかけて3隻が就役した。

## 装備

### イージス武器システム (AWS)

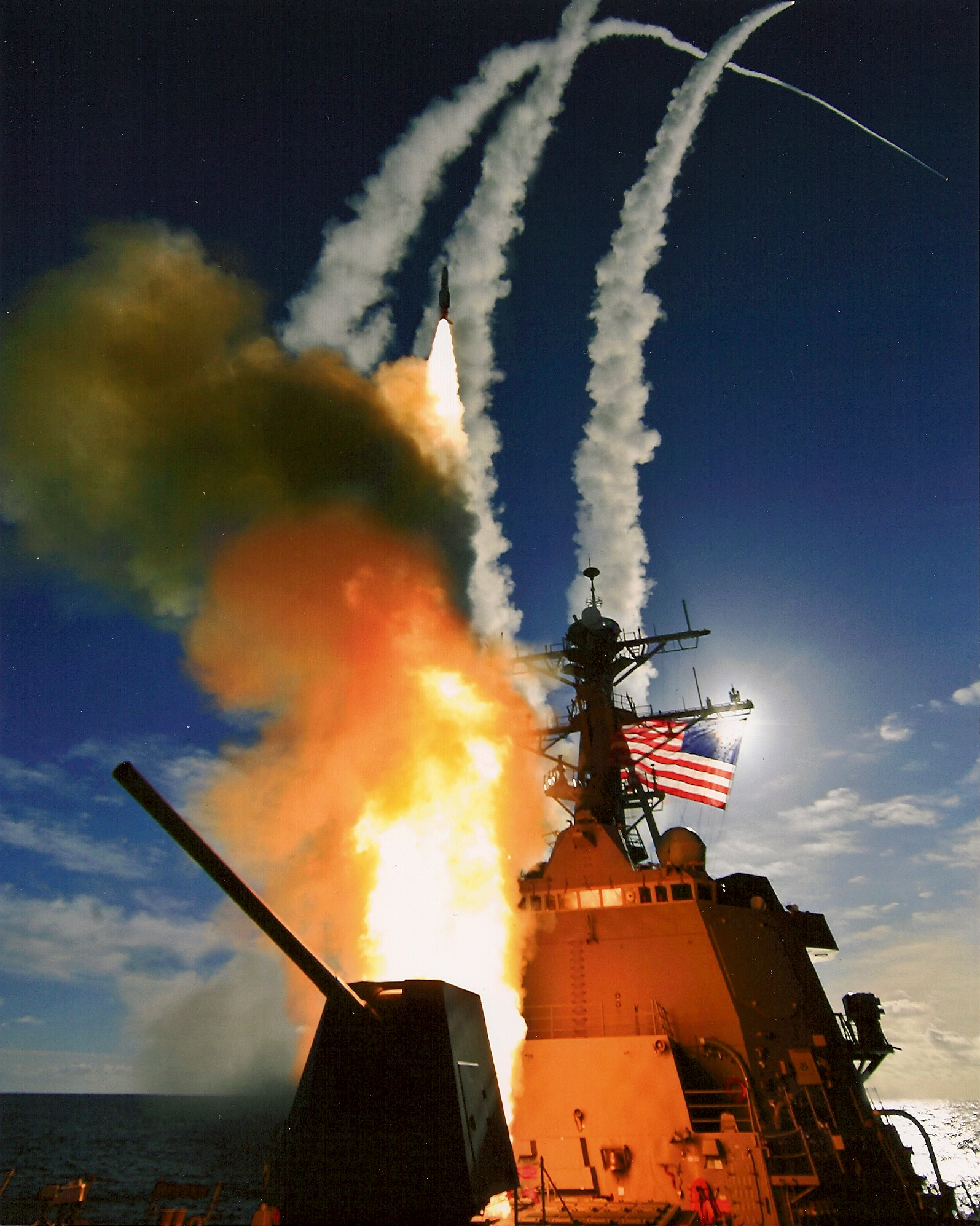
艦対空ミサイルを連続発射するアーレイ・バーク級ミサイル駆逐艦

イージス武器システム（AEGIS Weapon System, AWS）は、イージス艦のイージス艦たる所以であって、その戦闘システムの中核である。開発は、アメリカ海軍のウィシントン提督、マイヤー提督の指導のもと、RCA社のレーダー部門（現ロッキード・マーティン）によって行われた。また継続的な改良を受けており、多数のベースライン（バージョン）が生じている。
イージス・システムのなかでは、レーダーなどのセンサー・システム、コンピュータとデータ・リンクによる情報システム、艦対空ミサイルとその発射機などの攻撃システムなどが連結されている。これによって、防空に限らず、戦闘のあらゆる局面において、目標の捜索から識別、判断から攻撃に至るまでを、迅速に行なうことができる。
SPY-1はイージスシステムの中核となるレーダーで、八角形のパッシブ・フェーズドアレイ・アンテナが4枚、四方に向けて艦の上部構造物に固定されている外見は、イージス艦の特徴ともなっている。動作周波数はSバンド、最大探知距離324キロ以上、200個以上の目標を同時追尾可能であり、目標を探知するだけでなく、捜索中追尾能力による火器管制レーダーとしての機能も有する多機能レーダーである。このように、きわめて優秀な情報能力をもっていることから、情勢をはるかにすばやく分析できるほか、レーダーの特性上、電子妨害への耐性も強いという特長もある。
艦対空ミサイルとしてはSM-2MR（中射程型スタンダードミサイル2型）が採用された。これはSM-1MRの改良型であり、セミアクティブ・レーダー・ホーミング（SARH）誘導ではあるが、上記の通り、多機能レーダーであるSPY-1が目標追尾の大部分を担当することから、同時に多数（10個以上）の目標と交戦することができる。また後に長射程型のSM-2ERも導入されたほか、ベースライン9からは、アクティブ・レーダー・ホーミング（ARH）誘導のSM-6にも対応した。ミサイル発射機としては、最初期は連装式のMk.26が用いられていたが、まもなく垂直発射式のMk.41が使われるようになり、即応性や速射能力などが向上しているほか、巡航ミサイルなどの発射にも対応した。
さらに近年、イージスシステムはミサイル防衛任務にも対応できるように改修されつつある。ミサイル防衛は極めて困難な任務であるため、従来のAWSとは別に、イージスBMDシステムとして漸進的に開発が進められてきたが、AWSベースライン9ではイージスBMD5.0システムが統合された。弾道弾迎撃ミサイルとしてはSM-3が用いられてきたほか、上記のSM-6も、弾着間際で迎撃するための短距離弾道弾迎撃（SBT）用として用いることができる。

### イージス戦闘システム (ACS)
イージス艦においては、防空用のAWSを中核として、対潜戦・対水上戦・対地火力投射などの各種戦に対応できる様々なシステムが接続され、ひとつの高度なシステム艦として構築されている。このことから、イージス艦が搭載する戦闘システム全体を指してイージス戦闘システム（AEGIS Combat System, ACS）と総称する。このような高度なシステム構築が実現した背景には、イージス計画のプログラム・マネージャーであったウェイン・E・マイヤー大佐（計画途中で少将に昇進）がそのまま建艦計画の権限を握るという、リーダーシップの一貫性があった。
AWSの核心であるSPY-1レーダーの多機能性と、ACSの要であるVLSの複合戦対応性とがあわさることで、ACSは複合機能・複合戦闘システムと称するべきものとなった。アメリカ海軍のイージス艦の場合、防御用のAWSとともに、攻撃用のトマホーク武器システム（TWS）が搭載され、戦闘力の二本柱となっている。
この結果、（AWSが得意とする）防空以外の各種戦についても特に弱体ということはなく、例えばAN/SQQ-89統合対潜戦システムと哨戒ヘリコプターを兼ね備えたアーレイ・バーク級フライトIIAについては、2010年代の時点で世界最高の対潜艦であると評されている。

## 類似の艦

### 類型としてのイージス艦
上述のとおり、イージス艦とはイージスシステムを搭載する艦のことである。イージスシステムは実用化から40年近く経過しているにもかかわらず、とくにその中核となるSPY-1レーダーなどは、今でも他機種の水準をはかるための基準として利用されている。また、一般に対する知名度も比較的高いため、イージスシステム以外の防空システムを搭載する艦艇まで含めてイージス艦と呼ぶことがある。
例えば、ドイツのザクセン級フリゲート、オランダのデ・ゼーヴェン・プロヴィンシェン級フリゲート、英仏伊の45型駆逐艦、フォルバン級駆逐艦、アンドレア・ドーリア級駆逐艦、日本のあきづき型護衛艦などはしばしばミニ・イージス艦と称される。また、同じく四面固定式のフェイズドアレイ・レーダーを採用していると思われる中国の蘭州級（052C型）/昆明級（052D型）駆逐艦は、中華イージス（中華神盾）と呼ばれる事が多い。これらの艦を「○○イージス艦」と呼ぶ場合には、下記のような共通点が認められる。
- NTU改修艦の場合のような数個程度ではなく、十数個〜数百個という非常に多数の空中目標への同時対処が可能な防空能力を備えている
- 高度に統合された戦闘システムを備えている（NAAWSやPAAMS、FCS-3など）
- フェーズドアレイ・レーダーを搭載している
- 多機能レーダーの運用に重点を置いた船体構造に設計されている
- 垂直発射式のミサイル・ランチャーを搭載している

海上自衛隊の汎用護衛艦であるむらさめ型においては、「ミニ・イージス艦とも言うべき高性能艦」などと紹介される一方で、「ミニ・イージス艦となる予定だったが断念した」など報道される事もあり、表現の混乱が見られる。むらさめ型は1面回転式のフェイズドアレイ・レーダーであるOPS-24を搭載しているが、これは純粋の捜索レーダーであるので、多機能レーダーであるSPY-1とは別種のものである。また、むらさめ型は対空戦闘システムFCS-3の搭載を断念した経緯がある（後にあきづき型が搭載）が、たとえ搭載されたとしてもFCS-3は国産の対空戦闘システムであり、イージスシステムとは別物である。

### ミニ・イージス艦
ノルウェーのフリチョフ・ナンセン級は、軽量簡易型のレーダーSPY-1Fを搭載すると共にシステム全体を簡略化しており、ベースライン別に分類される従来のものとは異なる、簡易型のイージスシステムを搭載する。これは「ミニ」ではあるが、前述の類型としての「イージス艦」とは異なり正式なイージス艦である。また比較的小さな艦型（全長132m、全幅16.8m）を指して「ミニ・イージス艦」と呼ばれることもある。

## 採用国と艦級の一覧
- アメリカ海軍
  - タイコンデロガ級ミサイル巡洋艦
  - アーレイ・バーク級ミサイル駆逐艦
  - コンステレーション級ミサイルフリゲート
  - DDG(X)
- 海上自衛隊
  - こんごう型護衛艦
  - あたご型護衛艦
  - まや型護衛艦
  - イージス・システム搭載艦
- スペイン海軍
  - アルバロ・デ・バサン級フリゲート
  - ボニファス級フリゲート
- ノルウェー海軍
  - フリチョフ・ナンセン級フリゲート
- 大韓民国海軍
  - 世宗大王級駆逐艦
- オーストラリア海軍
  - ホバート級駆逐艦
  - ハンター級フリゲート
- ドイツ海軍
  - 127型フリゲート

## 創作中のイージス艦
小説・漫画・アニメなどに登場するイージス艦で、作品中のイージスシステムが実在のそれとどの程度同一であるかは、それぞれの作品の世界観によるが、その有無についてはっきりと語られる場合を除くと、作中での名称や描写（艦名や艦番、レーダーの形）から推測する事になる。なお、1シーンのみの登場でも、その描写によってイージス艦と推測できる作品は、他にも数多く存在する。

### 実写
『ゴジラ・モスラ・キングギドラ 大怪獣総攻撃』『ゴジラ×モスラ×メカゴジラ 東京SOS』
両作にて、架空のイージス艦「あいづ」が登場し、ゴジラと交戦する。大怪獣総攻撃では同型艦の「あこう」も登場する。
『亡国のイージス』
架空のイージス護衛艦「いそかぜ」が舞台となっており、映画版では実在するこんごう型護衛艦「みょうこう」が「いそかぜ」役として出演している。
『バトルシップ』
実在するアーレイ・バーク級ミサイル駆逐艦の「ジョーン・ポール・ジョーンズ」と「サンプソン」が登場し、エイリアンと戦闘を行う。また、海上自衛隊のイージス護衛艦「みょうこう」が登場するが、CGモデルはこんごう型の同名艦ではなく、あたご型護衛艦になっている。
『ザ・ラストシップ』
架空のアーレイ・バーク級ミサイル駆逐艦「ネイサン・ジェームズ」が舞台となっており、実在する同型艦の「ハルゼー」などが、「ネイサン・ジェームズ」役として出演している。

### アニメ・漫画
『BLUE DROP』
TVアニメ13話で異星人の戦艦ノヴァールを攻撃する艦隊の1艦としてこんごう型が登場。ノヴァールの放ったビームで他艦と同様に轟沈される寸前のところで同じく異星人の地球調査艦ブルーに助けられる。
『蒼き鋼のアルペジオ -アルス・ノヴァ-』
突如現れた「霧の艦隊」を迎撃するが有効なダメージを与えず全滅してしまう。その17年後、日本にも数隻残っている（おそらくアーレイバーク級ミサイル駆逐艦のフライトⅡA）が霧に有効なダメージを与える事なく撃沈される。判明できる艦名は「あまつかぜ」と「たちかぜ」。
『学園黙示録 HIGHSCHOOL OF THE DEAD』
こんごう型護衛艦「こんごう」「きりしま」、タイコンデロガ級ミサイル巡洋艦「シャイロー」、アーレイ・バーク級ミサイル駆逐艦「カーティス・ウィルバー」が登場。「こんごう」「きりしま」「シャイロー」が東風-21をSM-3で迎撃する。「カーティス・ウィルバー」は艦内に奴らが発生したため、SM-3を発射できなかった。
『機動戦士ガンダム オペレーション:トロイ』
艦種不明ながらアーレイ・バーク級ミサイル駆逐艦に似たイージス艦数隻がベルファスト海軍基地攻撃から撤退中のジオン公国軍水陸両用モビルスーツ部隊と交戦する。
『ジパング』
「ゆきなみ型」と呼ばれる架空のイージス護衛艦が登場し、その3番艦「みらい」が第二次世界大戦時にタイムスリップしてしまう。
『戦闘妖精雪風』
アニメ版にのみこんごう型護衛艦、タイコンデロガ級が登場する。いずれも南極に展開していた国連軍艦隊の所属艦。劇中ではDD-1025、DDG-1114、CG-1020などの艦番号が確認できる。タイコンデロガ級は日本海軍所属でない可能性がある。
『ビビッドレッド・オペレーション』
連合防衛軍（UDF）の艦隊としてタイコンデロガ級ミサイル巡洋艦・アーレイ・バーク級ミサイル駆逐艦・こんごう型護衛艦が登場。ブルーアイランドに攻めてくるアローンを迎撃するが効果なくビームで撃沈される（撃沈を確認できるのは「こんごう」のみ）。
『名探偵コナン 絶海の探偵』
架空のあたご型護衛艦「ほたか」が舞台となっており、エンドロールでは実写で「あたご」と「きりしま」が登場する。

### 小説・ライトノベル
『征途』
戦後に海上自衛隊所属となった戦艦「大和」改め超大型護衛艦「やまと」が、80年代に大規模近代化改修を受けてイージス艦へと改装される。この他にも海自のイージス艦として、艦隊防空・攻撃・対潜ミサイルランチャーと誘導用イルミネーターを除く（同ユニットは艦隊内の打撃護衛艦のそれを遠隔運用）SPY-1などの索敵・管制システムなどのみを搭載した「しょうかく型航空護衛艦」「ほうしょう型航空護衛艦」、史実と異なり要求仕様の増大で排水量13,000トンに拡大した「こんごう級大型護衛艦」が登場する。
他にもアメリカ合衆国海軍艦として、タイコンデロガ級ミサイル巡洋艦と明記された「タイコンデロガ」、「バンカー・ヒル」、「アンツィオ」、「フィリピン・シー」、「ノルマンディ」、その他実在のイージス艦と同名の艦が複数登場する。
『ルーントルーパーズ 自衛隊漂流戦記』
架空のイージス護衛艦DDG-180「いぶき」が登場し、国連軍としてアフリカに向かっていた途中、魔法の力により異世界に飛ばされてしまう。

### ゲーム
『コール オブ デューティシリーズ』
『CoD:MW3』
複数のアーレイバーク級ミサイル駆逐艦が登場。ニューヨーク沖でロシア艦隊と交戦し、何隻かが撃沈されている。
『CoD:BO2』
アーレイバーク級が登場。架空の空母「バラク・オバマ」とともに艦隊を組んでいるが、敵の空挺兵やドローンの襲撃を受けて何隻か撃沈されている。
『CoD:G』
アーレイバーク級がアメリカ海軍と連邦軍の所属艦として登場。連邦軍のものはコピーした改良型という設定で、武装や上部構造物を増設しており、塗装もアメリカ海軍所属艦より暗いものへ変えている。架空のジェラルド・R・フォード級航空母艦「リベレーター」を防衛するミッションでは敵味方共に多数登場し、その他のミッションでも連邦軍所属艦が度々登場している。
『エースコンバットシリーズ』
味方・敵双方で「イージス艦」と呼ばれる艦艇が運用されている。艦対空ミサイルを装備するなど現実と同様高い対空能力を持つ他、一部作品ではCIWSを搭載しており、プレイヤー機の発射したミサイルを迎撃してくる。
『エースコンバット04 シャッタードスカイ』
タイコンデロガ級がエルジア共和国海軍の「イージス艦レイヴン」として登場。またFCU（中央ユージア連合）も「イージス巡洋艦ティータイム」を保有している。
この他、艦番号を「04」とするISAF海軍のキティホーク級航空母艦から、プレイヤーの操縦するF-4Eが発艦するムービーでは、空母にISAF海軍所属艦と思しきタイコンデロガ級が1隻随伴している。
『エースコンバット5 ジ・アンサング・ウォー』
タイコンデロガ級がオーシア連邦海軍の「対空艦エクスキャリバー」「シバリー」「ハルシオン」として、こんごう型護衛艦がユークトバニア連邦共和国海軍の「カニェーク」として登場。
また対空艦エクスキャリバーは「SPYレーダーが照射できない！」という台詞を発しており、正規のイージス艦と同じくSPYレーダーを搭載していることが分かる。
『エースコンバット6 解放への戦火』
『エースコンバット アサルト・ホライゾン』
最終ミッションにおいて、タイコンデロガ級22番艦「アンツィオ」がパトリオットミサイルとともにワシントンD.C.の防衛に当たるがSu-35の体当たり攻撃を受け大破、沈没する。
『エースコンバット7 スカイズ・アンノウン』
オーシア海軍所属艦としてタイコンデロガ級とアーレイ・バーク級が多数登場。また、アドミラル・ゴルシコフ級フリゲートがエルジア王国海軍のイージス艦として登場する。

### 架空のイージス艦
本来の意味でイージス艦と呼んでよいものもあれば、類型に近いものもある。
あまぎ型護衛艦「あまぎ」「かつらぎ」（『イージス戦艦「大和」2007』(文庫名：『イージス戦艦「大和」』)）
正規のイージス艦。アドミラル・ウシャコフ級大型ミサイル巡洋艦を参考に開発された戦後世界最大の3万トン級水上戦闘艦。
「はくば」（『MM9』）
正規のイージス艦。排水量や武装などはこんごう型護衛艦と同一。
りょうかみ型護衛艦「りょうかみ」（『エースコンバット アサルト・ホライゾン マスターファイル ASF-X 震電II』）
正規のイージス艦。高いステルス性能を持つとされる。
不動級巡洋艦「高雅」（『ギガンティック ドライブ』）
正規のイージス艦。艦容はこんごう型護衛艦に酷似。
オーブ海軍イージス艦及びダニロフ級（『機動戦士ガンダムSEED』シリーズ）
イージス艦と呼称されSPY-1レーダーの様な描写もある。しかし、未来世界（コズミック・イラ）の艦であり、現在のイージス艦の後継であるかは定かではない。
海上自衛軍イージス艦（『攻殻機動隊 S.A.C. 2nd GIG』）
正規のイージス艦。VLSの他にも多数の艦砲やミサイルランチャーを搭載するなど重武装な艦艇となっている。
DDH-147「あいづ」、DDH-148「あこう」（『ゴジラ・モスラ・キングギドラ 大怪獣総攻撃』）
防衛海軍所属の巡洋艦で、SPY-1レーダーといったイージス艦の特徴を持っているがVLSは見当たらず、代わりにアスロックランチャーが搭載されている。また、「あいづ」は『ゴジラ×モスラ×メカゴジラ 東京SOS』において、艦番号をDD-147とする海上自衛隊所属の護衛艦として登場している。
ゆきなみ型護衛艦DDH-180「ゆきなみ」、DDH-181「あすか」、DDH-182「みらい」（『ジパング』）
正規のイージス艦。ただし艦対空ミサイルとしてSM-2ERのほか、イージスシステムの同時対処能力を発揮しきれないシースパローが多数積まれており、SM-2の搭載数は比較的少ない。
「はるか」（『ジパング』）
正規のイージス艦。
DDG-79「カニンガム」（USS Cunningham; 『ステルス艦カニンガム出撃』など）
アメリカ海軍の発展型イージス艦。SPY-2レーダーなどを搭載。
超大型護衛艦BB-11「やまと」（『征途』）
第二次世界大戦を生き延び、海上自衛隊に引き継がれた大日本帝国海軍の戦艦「大和」。北海道戦争とヴェトナム戦争を経てモスボール保存されていたが、80年代に大規模改装（主砲・副砲・対空砲の換装、機関のガスタービン化、Mk41VLSを含むミサイルランチャー群とJ/SPY-1Aを含むイージスシステムの艤装）を受けてイージス艦となった。
しょうかく型航空護衛艦CV-4「しょうかく」、「ずいかく」
ほうしょう型航空護衛艦CVV-01「ほうしょう」、「ひしょう」（『征途』）
作中の海上自衛隊の艦隊整備計画「10・4・10・10計画（2001年までにイージス艦10隻、イージスシステムのうち索敵システムのみを搭載した航空護衛艦4隻、イージス艦や航空護衛艦の索敵システムとのデータリンクに基づき対空戦闘を行う打撃護衛艦10隻、新型対潜護衛艦10隻を整備）」に基づき、SPY-1などの索敵システムのみを装備した空母。
「しょうかく」「ずいかく」はSLEP（寿命延長プログラム）で搭載し、「ほうしょう」は新造時から搭載している。艦隊防空ミサイルや対艦ミサイル、対潜ミサイルなどの主要兵装は、艦隊内の打撃護衛艦搭載のそれらを件の航空護衛艦から遠隔運用する事を前提としている。
「むさし」、「やまと」（『戦海の剣』）
正規のイージス艦。
「たつなみ」（『ソリトンの悪魔』）
正規のイージス艦。
DDG-177「てしお」（『タイドライン・ブルー』）
正規のイージス艦。
DDG-183「いそかぜ」（『亡国のイージス』）
原作の小説では、ターター・システム艦であるはたかぜ型ミサイル護衛艦の架空の3番艦に近代化改修によって試験艦「あすか」で試験されていたFCS-3を搭載したもので、実質的にはミニ・イージス艦である。ただし、レーダーとしてSPY-1を搭載するなど現実のFCS-3と異なる点がある。
DDG-180「いぶき」（『ルーントルーパーズ 自衛隊漂流戦記』）
正規のイージス艦。